# Barnes (Wisconsin)
Barnes es un pueblo ubicado en el condado de Bayfield en el estado estadounidense de Wisconsin. En el Censo de 2010 tenía una población de 769 habitantes y una densidad poblacional de 2,39 personas por km².

## Geografía
Barnes se encuentra ubicado en las coordenadas 46°18′24″N 91°29′6″O / 46.30667, -91.48500. Según la Oficina del Censo de los Estados Unidos, Barnes tiene una superficie total de 321,84 km², de la cual 304,98 km² corresponden a tierra firme y (5,24%) 16,86 km² es agua.

## Demografía
Según el censo de 2010, había 769 personas residiendo en Barnes. La densidad de población era de 2,39 hab./km². De los 769 habitantes, Barnes estaba compuesto por el 98,31% blancos, el 0,52% eran afroamericanos, el 0,52% eran amerindios, el 0% eran asiáticos, el 0% eran isleños del Pacífico, el 0% eran de otras razas y el 0,65% pertenecían a dos o más razas. Del total de la población el 0,13% eran hispanos o latinos de cualquier raza.